# Zheng Lu Xinyuan
Zheng Lu Xinyuan (xinès simplificat: 郑陆心源) (Hangzhou n. ? ) Escriptora, fotògrafa, guionista i directora de cinema xinesa

## Biografia
Zheng Lu Xinyuan va néixer a Hangzhou, província de Zhejiang (Xina). El 2011 va estudiar a la Shih Hsin University de Taipei. El 2012 va fer un programa de cinema documemtal a la Tisch School of the Arts, NYU, Paris i el 2013 va obtenir una llicenciatura en periodisme internacional en anglès a la Communication University of China de Pequín. El 2017 va anar als Estats Units a estudiar producció cinematogràfica a la School of Cinematic Arts, USC, Los Angeles.

#### Trajectòria cinematogràfica
Va a començar a fer fotografia i les primeres filmacions quan estudiava al'Institut, utilitzant iPhone, amb el que també va fer el seu primer curtmetratge.
El 2012 va filmar el seu primer curtmetratge "Axianu" , un documental que va programar la Shanghai TV i el mateix any va filmar un altre documental sobre art al carrer que va ser publicat al TED blog.
El 2018, l'últim curtmetratge produït a la USC, "Feverish" (低烧) va ser seleccionat al Shanghai Queer Festival (上海酷儿影展). El mateix any va participar en un un programa de formació d'un mes de durada al Xining FIRST Festival, programa dirigit al desenvolupant de modes d'expressió creativa no convencionals, en la cruïlla de diferents arts visuals, inclosa també la música dirigit pel cineasta taiwanès Tsai Ming-liang. Com a resultat de l'estada va filmar el curtmetratge "A White Butterfly on a Bus" (公车上的白色蝴蝶) definit com un "retrat íntim", i es va presentar al Festival de Xining el 2018, així com al Festival Internacional de Curtmetratges de Pequín. La línia narrativa evoca la trobada en algun lloc de la Xina d'una jove actriu xinesa i el cineasta belga Matthias Delvaux, i l'evolució de les seves relacions durant un període de deu dies. Filmat com una "performance", entre la ficció i la realitat, el curtmetratge juxtaposa plans estàtics, com seccions de records que sorgeixen en la memòria d'un testimoni que passa a ser el director.
El 2020 va rodar a Hongzhou el seu primer llargmetratge "她房间里的云  " (The Cloud in Her Room). Va guanyar el Golden Tiger Award al 49è Festival Internacional de Cinema de Rotterdam i el Firebird Award a la millor actriu al 44è Festival Internacional de Cinema de Hong Kong. El film és un reflex de la seva pròpia experiència com a expatriada als Estats Units mirant el seu país des d'una perspectiva diferent i davant de tornar a una ciutat on no reconeixia res que li fos familiar. Va començar filmant la ciutat durant una mica més d'un mes, quan va tornar a Hangzhou. S'ha definit com una pel·lícula d'una estètica particular, que barreja entrevistes parcialment guionades, presses documentals, imatges invertides, com tants elements que reflecteixen diferents facetes de la realitat, tot en blanc i negre com "flashbacks" de memòria.
La seva darrera producció del 2023 "Jet Lag" va participar en la Semana Internacional de Cine de Valladolid del 2020 i va ser programada a la Secció Especial del Asian Film Festival Barcelona de 2023, on va obtenir el premi al millor director. La directora plasma en aquesta pel·lícula el seu viatge de Viena a la Xina. Un diari de quarantena (per l'epidèmia de la Covid) i oci que traça línies entre Graz, Xina i Myanmar, així com l’amor, la família i la política. En el documental mostra els vestits protectors de l’avió i les capes de cinta adhesiva que segellen cada habitació de l’hotel en quarantena, les quals evoquen imatges d’escenes de crim o thrillers mèdics, encara que quan es posa a fer gimnàstica al llit, l’ambient canvia immediatament.
Com a fotografa ha exposat al Beijing Today Art Museum i com a escriptora va ser coautora de dues col·leccions d'assajos a Taiwan.

## Filmografia

#### Curtmetratges
| Any  | Títol xinès      | Títol anglès                |
| ---- | ---------------- | --------------------------- |
| 2012 |                  | Dinner                      |
| 2014 |                  | Women on Islands            |
| 2016 |                  | Running in a Sleeping River |
| 2017 |                  | 5' Funeral in the Rain      |
| 2017 | 在死海里醒来     | Niu in the Last Day of Fall |
| 2017 | 然后             | Smokers Die Slowly Together |
| 2018 | 低烧             | Feverish                    |
| 2018 | 公车上的白色蝴蝶 | A White Butterfly on a Bus  |

#### Llargmetratges
| Any  | Títol xinès        | Títol anglès              |
| ---- | ------------------ | ------------------------- |
| 2018 | 平平无奇的一个晚上 | Just Like any other night |
| 2020 | 她房间里的云       | The Cloud in Her Room     |
| 2022 | 错落斑驳的         | Jet Lag                   |